# 1. deild Wysp Owczych (1995)
W roku 1995 odbyła się 53. edycja 1. deild (dziś, od 2012 roku zwanej Effodeildin), czyli pierwszej ligi piłki nożnej archipelagu Wysp Owczych. Klub GÍ Gøta po raz kolejny obronił tytuł mistrzowski.
Tak, jak obecnie, w roku 1995 w rozgrywkach pierwszoligowych na Wyspach Owczych uczestniczyło dziesięć klubów. Zmiana na sytuację aktualną nastąpiła w sezonie 1988, kiedy liczbę klubów zwiększono z ośmiu. Wcześniej ich liczba ulegała częstym zmianom, wraz ze wzrostem liczby drużyn na archipelagu. Możliwość degradacji do drugiej ligi pojawiła się w roku 1976, jednak w 1995 nastąpiła pewna zmiana – zamiast dwóch, degradowany był jeden klub z miejsca dziesiątego (wtedy NSÍ Runavík), a klub z miejsca dziewiątego (wtedy Sumba/VB) walczył o utrzymanie w lidze w barażach na zasadzie dwumeczu.
W porównaniu z poprzednim sezonem pojawiło się kilka zmian, dotyczących drużyn w tabeli. Nie zmieniły się jedynie pozycje GÍ Gøta i HB Tórshavn (pierwsza i druga). B68 Toftir z piątego miejsca znalazł się na trzecim, kosztem piłkarzy B71 Sandoy, którzy spadli o jedną lokatę na czwartą pozycję. Podniósł się B36 Tórshavn, z siódmej pozycji awansując na piątą, a gracze TB Tvøroyri walczyli awans z ósmej, na siódmą. Nowy w lidze FS Vágar wywalczył sobie szóstą pozycję. Na dziewiątej pozycji znalazł się klub Sumba/VB, który jednak obronił się przed spadkiem i jedyną drużyną, która w roku 1996 znalazła się w drugiej lidze był NSÍ Runavík.
Królem strzelców został gracz B68 Toftir Suni Fridi Johannesen, który uzyskał rekordową, jak dotąd, liczbę goli w farerskiej lidze – 24 (ex aequo z Unim Arge dwa lata później).
Sezon 1995 jest pierwszym, w którym zastosowano metodę trzech punktów za zwycięstwo. Do tej pory za każdą wygraną przyznawano dwa punkty. Zawodnicy zdobyli w sumie 307 bramek, co daje około 3,3 gola/mecz.
Kluby z najwyższych pozycji uzyskały prawo w rozgrywkach międzynarodowych. GÍ Gøta, zwycięzca ligi, w Pucharze UEFA (1996/97) przegrał z fińskim Jazz Pori kolejno 1:3 i 0:1 i odpadł z rozgrywek. Zdobywcą honorowej bramki dla Farerczyków był w 89. minucie Heinason. W fazie grupowej Pucharu Intertoto (1996/97) znalazł się B68 Toftir, jednak nie wygrał żadnego meczu. Jako zdobywca Pucharu Wysp Owczych 1996, HB Tórshavn uzyskał prawo gry w Pucharze Zdobywców Pucharów (1996/97), gdzie w dwumeczu uległ gruzińskiemu Dinamo Batumi kolejno 0:6 i 0:3.

## Uczestnicy
| Uczestnicy 1. deild 1994                                                                                      | Uczestnicy 1. deild 1994 | Uczestnicy 1. deild 1994 | Uczestnicy 1. deild 1994 |
| --- | ------------------------ | ------------------------ | ------------------------ |
| GÍ | GÍ Gøta                  | 1                        |                          |
| HB | HB Tórshavn              | 2                        |                          |
| B71 | B71 Sandoy               | 3                        |                          |
| KÍ | KÍ Klaksvík              | 4                        |                          |
| B68 | B68 Toftir               | 5                        |                          |
| NSÍ | NSÍ Runavík              | 6                        |                          |
| B36 | B36 Tórshavn             | 7                        |                          |
| TB | TB Tvøroyri              | 8                        |                          |
| Awans z 2. deild 1994                                                                                         |                          |                          |                          |
| S/VB | Sumba/VB                 | 1                        |                          |
| FSV | FS Vágar                 | 2                        |                          |
| Oznaczenia: - kolumna pierwsza – skróty nazw drużyn, - kolumna trzecia – miejsce zajęte w poprzednim sezonie. |                          |                          |                          |

## Rozgrywki

### Tabela ligowa
| Lp. | Drużyna         | M  | Z  | R | P  | Bramki | Bramki | Różn. | Pkt | Uwagi                                             |
| --- | --------------- | -- | -- | - | -- | ------ | ------ | ----- | --- | ------------------------------------------------- |
| 1   | GÍ Gøta (M)     | 18 | 13 | 2 | 3  | 41     | 16     | +25   | 41  | Puchar UEFA • Runda wstępna                       |
| 2   | HB Tórshavn     | 18 | 9  | 6 | 3  | 34     | 14     | +20   | 33  | Puchar Zdobywców Pucharów • Runda kwalifikacyjna1 |
| 3   | B68 Toftir      | 18 | 9  | 3 | 6  | 43     | 21     | +22   | 30  | Puchar Intertoto • Faza grupowa                   |
| 4   | B71 Sandoy      | 18 | 9  | 2 | 7  | 35     | 27     | +8    | 29  | Puchar UEFA • Runda wstępna                       |
| 5   | B36 Tórshavn    | 18 | 8  | 2 | 8  | 23     | 35     | −12   | 26  |                                                   |
| 6   | FS Vágar        | 18 | 6  | 5 | 7  | 30     | 38     | −8    | 23  |                                                   |
| 7   | TB Tvøroyri     | 18 | 6  | 4 | 8  | 23     | 29     | −6    | 22  |                                                   |
| 8   | KÍ Klaksvík     | 18 | 6  | 4 | 8  | 31     | 43     | −12   | 22  |                                                   |
| 9   | Sumba/VB        | 18 | 6  | 2 | 10 | 26     | 39     | −13   | 20  | Baraże o 1. deild                                 |
| 10  | NSÍ Runavík (S) | 18 | 2  | 2 | 14 | 13     | 37     | −24   | 8   | Spadek do 2. deild                                |

### Wyniki
| Gospodarz \ Gość | B36 | B68 | B71 | FSV | GÍ  | HB  | KÍ  | NSÍ | S/VB | TB  |
| B36 Tórshavn     |     | 0:4 | 3:1 | 3:2 | 0:2 | 0:5 | 2:1 | 1:0 | 1:2  | 1:0 |
| B68 Toftir       | 2:0 |     | 1:1 | 5:0 | 1:1 | 1:2 | 2:1 | 4:1 | 3:0  | 1:2 |
| B71 Sandoy       | 1:2 | 2:1 |     | 2:0 | 2:3 | 2:0 | 1:4 | 2:1 | 5:1  | 2:1 |
| FS Vágar         | 1:1 | 1:5 | 1:1 |     | 3:2 | 3:5 | 5:3 | 2:0 | 2:4  | 3:1 |
| GÍ Gøta          | 2:0 | 0:2 | 3:2 | 2:1 |     | 2:1 | 5:1 | 5:1 | 3:0  | 2:0 |
| HB Tórshavn      | 5:1 | 3:1 | 1:0 | 0:0 | 0:0 |     | 5:0 | 0:0 | 2:0  | 4:1 |
| KÍ Klaksvík      | 2:2 | 4:3 | 1:3 | 0:0 | 1:6 | 2:0 |     | 2:1 | 1:2  | 2:2 |
| NSÍ Runavík      | 1:2 | 0:5 | 0:2 | 1:2 | 0:1 | 0:0 | 1:2 |     | 0:3  | 2:3 |
| Sumba/VB         | 1:2 | 2:1 | 2:6 | 2:2 | 0:2 | 1:1 | 1:2 | 1:3 |      | 4:1 |
| TB Tvøroyri      | 3:2 | 1:1 | 2:0 | 1:2 | 1:0 | 0:0 | 2:2 | 0:1 | 2:0  |     |

Źródło: RSSSF.com
Objaśnienia:
1Drużyna gospodarzy jest wymieniona po lewej stronie tabeli.
Kolory: zielony – zwycięstwo gospodarzy, żółty – remis, różowy – zwycięstwo gości.

### Baraże o 1. deild
| Drużyna 1                            | Wynik dwumeczu | Drużyna 2 | Pierwszy mecz | Drugi mecz |
| ------------------------------------ | -------------- | --------- | ------------- | ---------- |
| EB/Streymur                          | 0:8            | Sumba/VB  | 0:0           | 0:8        |
| Po lewej gospodarz pierwszego meczu. |                |           |               |            |

| 21 października 1995     | EB/Streymur         | 0:0   | Sumba/VB |                                                     |
|                          |                     | (0:0) |          | Á Mølini, Eiði Sędzia: Niklas á Líðarenda (GÍ Gøta) |
| Jákup Martin Joensen 51' | 51' Tryggvi Nielsen | (0:0) |          | Á Mølini, Eiði Sędzia: Niklas á Líðarenda (GÍ Gøta) |

| 29 października 1995 | Sumba/VB                                                                                             | 8:0   | EB/Streymur |                                                                  |
|                      | John Eystberg 22', 36', 71', 73' · Eirikur Joensen 33', 58' · Pól Thorsteinsson 55' · Jón Gærdbo 86' | (3:0) |             | Vesturi á Eidinum, Vágur Sędzia: Nemus N. Djurhuus (HB Tórshavn) |
| Eirikur Joensen 51'  | 36' Ólavur Høghamar                                                                                  | (3:0) |             | Vesturi á Eidinum, Vágur Sędzia: Nemus N. Djurhuus (HB Tórshavn) |

VB Vágur w wyniku meczów barażowych pozostał w pierwszej lidze.

## Sędziowie
Następujący arbitrzy sędziowali poszczególne mecze 1. deild 1995:
| Lp. | Sędzia              | Mecze |
| --- | ------------------- | ----- |
| 1.  | Jóhan Carl Dam      | 11    |
| 2.  | Nemus N. Djurhuus   | 13    |
| 3.  | Kim Ejdesgaard      | 11    |
| 4.  | Sunleiv Højgaard    | 1     |
| 5.  | Lassin Isaksen      | 12    |
| 6.  | Sune Johansen       | 10    |
| 7.  | Petur Erhard Kjærbo | 8     |
| 8.  | Niklas á Líðarenda  | 9     |
| 9.  | Jónfinn Olsen       | 8     |
| 10. | Tummas Pauli Olsen  | 1     |
| 11. | Birgir Sondum       | 8     |

## Statystyki i varia
- Podczas 18 kolejek Formuladeildin 1995 (90 meczów) piłkarze zdobyli 299 bramek (średnio: 16,6/kolejkę, 3,3/mecz).

- Najwięcej goli padło w meczach drużyny KÍ Klaksvík - 74 (ok. 4,1/mecz).
- Najmniej goli padło w meczach drużyny HB Tórshavn - 48 (ok. 2,7/mecz).
- Kolejką, w której padło najwięcej bramek, była kolejka 16., kiedy zawodnicy strzelili 24 gole.
- Kolejkami, w których padło najmniej bramek, były kolejki: 5. i 11., kiedy padło po 9 goli.
- Największa liczba goli (8) padła w trzech spotkaniach: 2. kolejki, w meczu FS Vágar-HB Tórshavn (3:5), 14. kolejki, w meczu FS Vágar-KÍ Klaksvík (5:3) oraz 16. kolejki, w meczu Sumba/VB-B71 Sandoy (2-6).
- Najmniejsza liczba goli (0) padła tylko w sześciu spotkaniach (ok. 6,7% ogółu).
- Pięć spotkań zakończyło się najwyższymi różnicami bramek, były to:
  - Najwyższe zwycięstwa na wyjazdach: 10. kolejki, B36 Tórshavn-HB Tórshavn (0:5), 15. kolejki KÍ Klaksvík-GÍ Gøta (1:6) i 17. kolejki NSÍ Runavík-B68 Toftir (0-5).
  - Najwyższe zwycięstwa na własnych stadionach: 1. kolejki B68 Toftir-FS Vágar (5:0) i 8. kolejki HB Tórshavn-KÍ Klaksvík (5:0).

### Najlepsi strzelcy
| Bramki | Strzelcy                | Drużyna       |
| ------ | ----------------------- | ------------- |
| 24     | Súni Fríði Johannesen   | B68 Toftir    |
| 11     | Jan Allan Müller        | Sumba/VB      |
| 10     | Eli Hentze              | B71 Sandoy    |
| 10     | Magni Jarnskor          | GÍ Gøta       |
| 10     | Kurt Mørkøre            | B68 Toftir    |
| 9      | Torbjørn Jensen         | B71 Sandoy    |
| 8      | Uni Arge                | HB Tórshavn   |
| 8      | Sigfríður Clementsen    | HB Tórshavn   |
| 8      | Olgar Danielsen         | KÍ Klaksvík   |
| 7      | Henning Jarnskor        | GÍ Gøta       |
| 7      | Kristian á Reynatrøð    | B36 Tórshavn  |
| 6      | Eyðfinn Davidsen        | FS Vágar      |
| 6      | Óli Johannesen          | TB Tvøroyri   |
| 6      | Símun Petur Justinussen | GÍ Gøta       |
| 6      | Heri Olsen              | FS Vágar      |
| 5      | 7 zawodników            | 7 zawodników  |
| 4      | 8 zawodników            | 8 zawodników  |
| 3      | 11 zawodników           | 11 zawodników |
| 2      | 18 zawodników           | 18 zawodników |
| 1      | 33 zawodników           | 33 zawodników |
| sam.   | 2 zawodników            | 2 zawodników  |